# Distrito de los Montes Metálicos
El distrito de los Montes Metálicos (en alemán: Erzgebirgskreis) es uno de los diez distritos que, junto con las tres ciudades independientes de Chemnitz, Leipzig y Dresde, forman el estado alemán de Sajonia. Limita al norte con los distritos de Zwickau y Sajonia Central y la ciudad de Chemnitz, al sur con la República Checa y al oeste con el distrito de Vogtland. Su capital es la ciudad de Annaberg-Buchholz.
Tiene un área de 1828 km² y a finales de 2016 tenía una población de 344 136 habitantes, con una densidad de población de 190 hab/km².

## Historia
El distrito fue formado en agosto de 2008 a partir de los antiguos distritos de Annaberg, Aue-Schwarzenberg, Stollberg y Montes Metálicos Centrales.

## Ciudades y municipios
| Ciudades | Ciudades | Municipios | Municipios | Municipios |
| --- | --- | --- | --- | --- |
| 1. Annaberg-Buchholz 2. Aue 3. Ehrenfriedersdorf 4. Eibenstock 5. Elterlein 6. Geyer 7. Grünhain-Beierfeld 8. Johanngeorgenstadt 9. Jöhstadt 10. Lauter-Bernsbach 11. Lößnitz 12. Lugau 13. Marienberg 14. Oberwiesenthal | 1. Oelsnitz 2. Olbernhau 3. Pockau-Lengefeld 4. Schneeberg 5. Schwarzenberg 6. Scheibenberg 7. Schlettau 8. Stollberg 9. Thalheim 10. Thum 11. Wolkenstein 12. Zschopau 13. Zwönitz | 1. Amtsberg 2. Auerbach 3. Bad Schlema 4. Bärenstein 5. Bockau 6. Börnichen 7. Breitenbrunn 8. Burkhardtsdorf 9. Crottendorf 10. Deutschneudorf 11. Drebach | 1. Gelenau 2. Gornau 3. Gornsdorf 4. Großolbersdorf 5. Großrückerswalde 6. Grünhainichen 7. Heidersdorf 8. Hohndorf 9. Jahnsdorf 10. Königswalde 11. Mildenau | 1. Neukirchen 2. Niederdorf 3. Niederwürschnitz 4. Raschau-Markersbach 5. Schönheide 6. Sehmatal 7. Seiffen 8. Stützengrün 9. Tannenberg 10. Thermalbad Wiesenbad 11. Zschorlau |